# Didymocarpus violaceus
Didymocarpus violaceus är en tvåhjärtbladig växtart som beskrevs av Ridley. Didymocarpus violaceus ingår i släktet Didymocarpus och familjen Gesneriaceae. Inga underarter finns listade i Catalogue of Life.